# هوس السرقة
هَوَسُ السّرِقَة أو جِنّةُ الاختلاس أو الدَغَر أو جُنُونُ السّرِقَة (بالإنجليزية: Kleptomania)‏ (نقحرة: كلبتومانيا) هو اضطراب نفسي يكون المصاب به مدفوعاً، بما يشبه الحواز، إلى سرقة أشياء تافهة الثمن والقيمة، لا هو بحاجة إليها ولا هو بعاجز عن شرائها. وكثيراً ما يلقى بها بعد ذلك أو يعيدها خلسة إلى صاحبها. بذلك يبدو هدفه هو السرقة لا المسروق. ومريض الكلبتومانيا يعرف أن السرقة جريمة ويشعر بعدها بذنب واكتئاب، لكنه يفشل في مقاومة اندفاعاتها كلما استبدت به، ويشعر بلذة عاجلة عقب فعل السرقة. وهي حالة مرضية شديدة الندرة وأغلب المصابين بها من الإناث. وقد تكون مصحوبة بالقلق العصبي أو اضطرابات التغذية مثل فقدان الشهية العصبي والشره العصبي.

## مفهوم هوس السرقة:[6]
تعرف منظمة الصحة العالمية هوس السرقة بأنه: فشل متكرر من الشخص عن مقاومة الاندفاع نحو سرقة اشياء لا يحتاجها لإستخدامه الخاص، أو لكسب مال، بل إن هذه الاشياء قد يتم التخلص منها أو توزيعها، أو تخزينها.
تعرفه الرابطة القومية لمنع السرقة بأنه: تشخيص نفسي يتميز بالفشل المتكرر في مقاومة الدوافع للسرقة.

## السبب
يعرف المرض بأنه ميل مرضي للسرقه حيث يجد صاحبة لذة في الحصول على اغراض الغير وهو ناتج عن عوامل نفسية، أي انه مكتسب لا علاقة للجينات به، وانما له علاقة بتكوين الشخصية، ان الشخص المصاب بهذا المرض لا يستطيع مقاومة نزعة السرقة لدية، اذ يشعر بقلق وضغط داخليين إذا لم يسرق وصاحب هذا المرض يسمى (بالسارق العصابي) وهو لا يسرق سدأ لعوز أو رغبته في اقتناء اشياء يشتهي اقتنائها ولا لانه لايملك ثمن مصروفاته ولكن لمجرد الرغبة في السرقة نفسها وإذا سالت هذا الشخص عن الدافع الذي يدفع به إلى السرقة يعجز عن اجابة منطقية.
ويدخل هوس السرقة في خانة الحالات الاستحواذية بحيث يستحوذ على صاحبة على شكل أو فكرة أو خاطر يعجز عن التخلص منه وكلما حاول ان يتخلص من هذا الخاطر وجد سبيلة دائما إلى فكرة وقد يسيطر تنفيذ ها الخاطر علة تفكيرة فلا يرى مفرا من القيام به رغم ادراكه لعدم جدواه وسفاهته وهنا يصبح عملة لا ارادي والاستحواذية بشكل عام تعزى إلى نشأة الفرد في بيئه متزمته قاسية في تدريبة وفي تطبيق امور التربية والاخلاق 

## تاريخه[8]
على الرغم من ان السرقة تعود إلى قرون سحيقة، فإن الفكرة التي ترى أن بعض الأفراد عاجزين عن التحكم في قيامهم بالسرقة فحصت بجدية لأول مرة عام 1838م وفي هذا التاريخ قام اثنان من الأطباء الفرنسيين «اسكيرول، مارك» بسك مصطلح هوس السرقة Kelptonomia لوصف السرقة التي تتسم بالتلقائية وعدم الطوعية وعدم القدرة على المقاومة ومنذ ذلك التاريخ أصبح يشار إلى هوس السرقة في البحوث العلمية.
وفي عام 1952م شمل الدليل التشخيصي الإحصائي الأول DSM-1 هوس السرقة بوصفه مصطلحًا تكميليًا بدلًا من كونه تشخيصًا مستقلًا ولكن هوس السرقة حذف تمامًا من الطبعة الثانية لهذا الدليل الصادر سنة 1968م، ومن ثم عاود الظهور في الطبعة الثالثة سنة 1980م، حيث تم تصنيفه ضمن اضطرابات التحكم في الاندفاع وبقي على هذا النحو ف الدليل التشخيصي والإحصائي الرابع المنقح الصادر عام 2000م.
واستمد مصطلح هوس السرقة Kelptonomia من الكلمات الاغريقية.

## العوامل المسببة
اما العوامل المسببة للمرض فلم تثبت علاقتها بالجينات فهي ترتبط بالبيئة التي ينشأ فيها الفرد والاوضاع التي يتعرض لها في طفولته المبكرة وهناك إجماع على ان الحصر من أهم مسببات المرض والحصر يبدأ في مرحلتي الرضاعة والطفولة الباكرة بفعل عدة اوضاع منها تعرض الطفل للحرمان ومعاناته للعوز أو انفصاله عن أحد والدية، الشعور بالعجز أو الإحباط، تقلب الوالدين في معاملتهم لأولادهم، أو تضارب ارائهما في التربية أو النظام، ومنها أيضا العقاب الجسماني والقاسي والتعرض المباشر لجو شديد القساوة 

## محكات الدليل التشخيصي والإحصائي الرابع المنقح:[8]
1-فشل متكرر في مقاومة الاندفاع، لسرقة شيء لا حاجة لها للاستعمال الشخص أو لقيمتها المادية.
2-تزايد الإحساس بالتوتر قُبيل ارتكاب السرقة.
3-الشعور بالمتعة والإشباع أو الراحة اثناء القيام بالسرقة.
4- لا ترتكب السرقة بغرض التعبير عن الغصب أو الانتقام كما انها لا تحدث استجابة لضلالات أو هلاوس.
5-لا تحدد السرقة بسبب اضطرابات المسلك أو فترة الهوس أو اضطراب الشخصية المعادية للمجتمع

## التشخيص الفارق:[8]
يجب التفرقة بين اضطراب هوس السرقة والسرقة العادية فالسرقة العادية بغض النظر عما إذا كانت مخططة أو اندفاعية متعمدة ومدفوعة بفائدة السلع المسروقة أو نظرًا لقيمتها المادية كما ان بعض المراهقين يسرقون دليلًا على الثورة أو العصيان أو الرغبة في التعبير عن جرأتهم أو استجابة لطقوس معينة.وهوس السرقة نادر والسرقة العادية في المقابل تعد أكثر شيوعًا.
*مقارنة بين المصاب بهوس السرقة والسارق العادي:
| هوس السرقة | السارق العادي |
| --- | --- |
| 1-يسرق سلعًأ أو أشياء لا يحتاجها. 2-يستطيع غالبًا دفع ثمن ما سرقه. 3- التوتر قبل السرقة هو مايدفعه اليها. 4-تحت تاثير الاندفاع. 5-يسرق بمفرده. | 1-يسرق ما يحتاجه. 2-غير قادر على دفع ثمن ماسرقه. 3-يبحث عن الأشياء أو السلع لاستخدامها وبيعها للآخرين بطريقة غير قانونية (الاستثارة إذا كانت موجوده فهي ثانوية) 4-لديه خطة للسرقة. 5-يحصل على مساعده من الآخرين. |

## العلاج
مهما كانت الأسباب ودوافعه فإن علاجه قد يتطلب أكثر من وسيلة تستثنى منها الشدة والقسوة، قد يلجأ البعض إلى التحليل النفسي الذي قد يفشل لعجز المريض عن التجاوب وعدم رغبته في العلاج ما يصعب عملية العلاج، فيما قد يلجأ آخرون إلى استخدام العقاقير التي بدورها غير كافية كون المرض نفسيًا، وكل مرض نفسي يحتاج إلى تحليل وحوار مع صاحبه واستبصار. وهذا يجعل الجمع بين التحليل النفسي والعقاقير الطبية، مع القليل من التلقائية تتمثل بعد إملاء مايمكن فعله وما لا يمكن فعله للمريض بشكل قسري، إضافة إلى الكثير من الصبر الوسيلة الأكثر فعالية لتحقيق خير نتائج.

## مصطلحات ذات علاقة
- الاندفاعية: تعرف الأفعال الاندفاعية إكلينيكيًا بأنها: أفعال تحدث فجأه وبسرعة دون تدبر، دون النظر إلى العواقب. كما تعرف أيضًا بأنها: ردود فعل سريعة وغير مخطط لها لمثيرات داخلية أو خارجية بدون النظر إلى العواقب السلبية لردود الفعل هذه للشخص أو لغيره.[6]
- البحث عن الإثارة الحسية: هي سمة شخصية تتسم بقدر من رغبة الشخص في المثيرات الحسية التي تتميز بالشدة والجدة.كما أنها: تفضيل المواقف التي لا يمكن التنبؤ بها والحاجة إلى ماهو غريب، وغير تقليدي والرغبة في تحمل المخاطر من أجل هذه الإثارة.[6]